# Гигантская черепаха
Исполинская черепаха, или сейшельская гигантская черепаха, или гигантская черепаха (лат. Aldabrachelys gigantea) — вид сухопутных черепах. Эндемик острова Альдабра, редкий вид. Отдельные гигантские черепахи доживали в неволе до 150 лет. Возраст старейших представителей вида черепах — Джонатан (род. 1832) и умершая Адвайта (1800—2006), чей возраст оценивается более 180—200 лет.

## Описание

### Внешний вид
Очень крупная черепаха с мощными столбообразными ногами и относительно маленькой головой. Длина карапакса изредка достигает 120 см, но обычно не более 105. Один из двух крупнейших видов наземных черепах.
На острове Альдабра особи из различных популяций отличаются размерами и формой панциря. Некоторые специалисты рассматривают эти популяции как подвиды.

### Распространение и среда обитания
В наше время естественный ареал гигантской черепахи ограничен небольшим островом Альдабра в группе Сейшельских островов. Есть несколько интродуцированных колоний на других островах: Сейшельские, Реюньон, Маврикий, остров Нуси-Бе близ Мадагаскара, остров Чангу (Changuu, Prison Island), входящий в архипелаг Занзибар, и других. Численность черепах на острове Альдабра оценивается примерно в 150 000 особей.
Обитают на открытых участках с травостоем, кустарниковыми зарослями и отдельными деревьями, в мангровых болотах.

Гигантская черепаха на гербе Сейшел

### Питание
Основной корм в природе — карликовая островная растительность.

### Размножение
Спаривание проходит с февраля по май, а откладка яиц — с июня по сентябрь. У этого вида отмечено наличие поведенческих механизмов регулирования численности популяции. При высокой плотности популяции самка откладывает всего 4—5 яиц раз в несколько лет. А при низкой плотности откладывается до 14 яиц несколько раз в год.

## Гигантская черепаха и человек
В середине 1960-х годов на Альдабре планировали разместить крупную воздушную базу, что свело бы на нет численность черепах. Проект был отклонён.
Серьёзными пищевыми конкурентами сейшельских черепах являются завезённые на остров и одичавшие там козы. Помимо пищевой конкуренции, «травоядные» козы оказались активными охотниками на черепах, панцирь которых они разбивают копытами и пожирают их мясо. По неподтверждённым утверждениям местных властей, проводится отстрел коз.
В 1975 году на Альдабре был создан природный резерват площадью 19 000 гектаров, где запрещена всякая хозяйственная деятельность. На атолле функционирует исследовательская станция для изучения черепах.

## Галерея

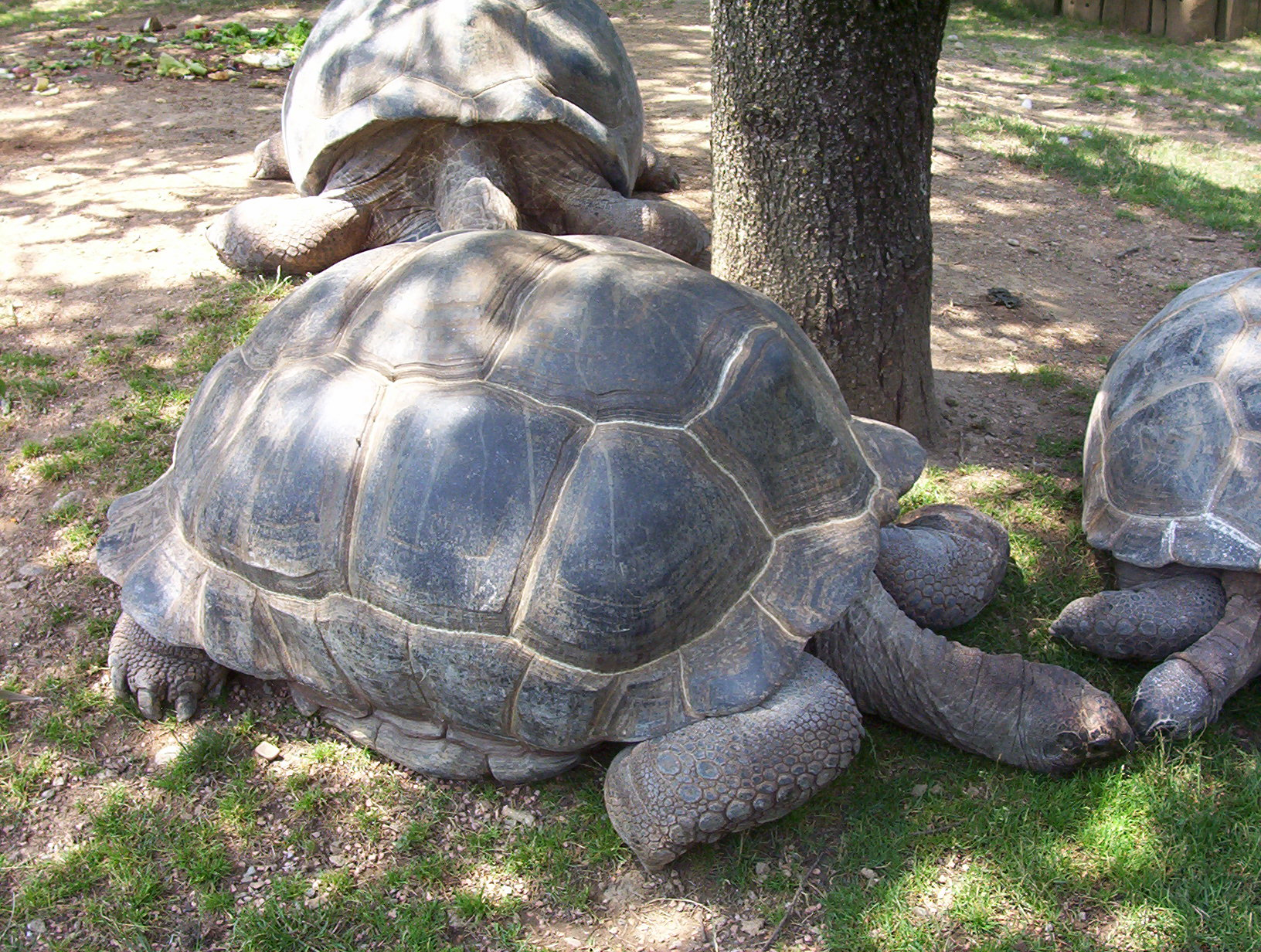
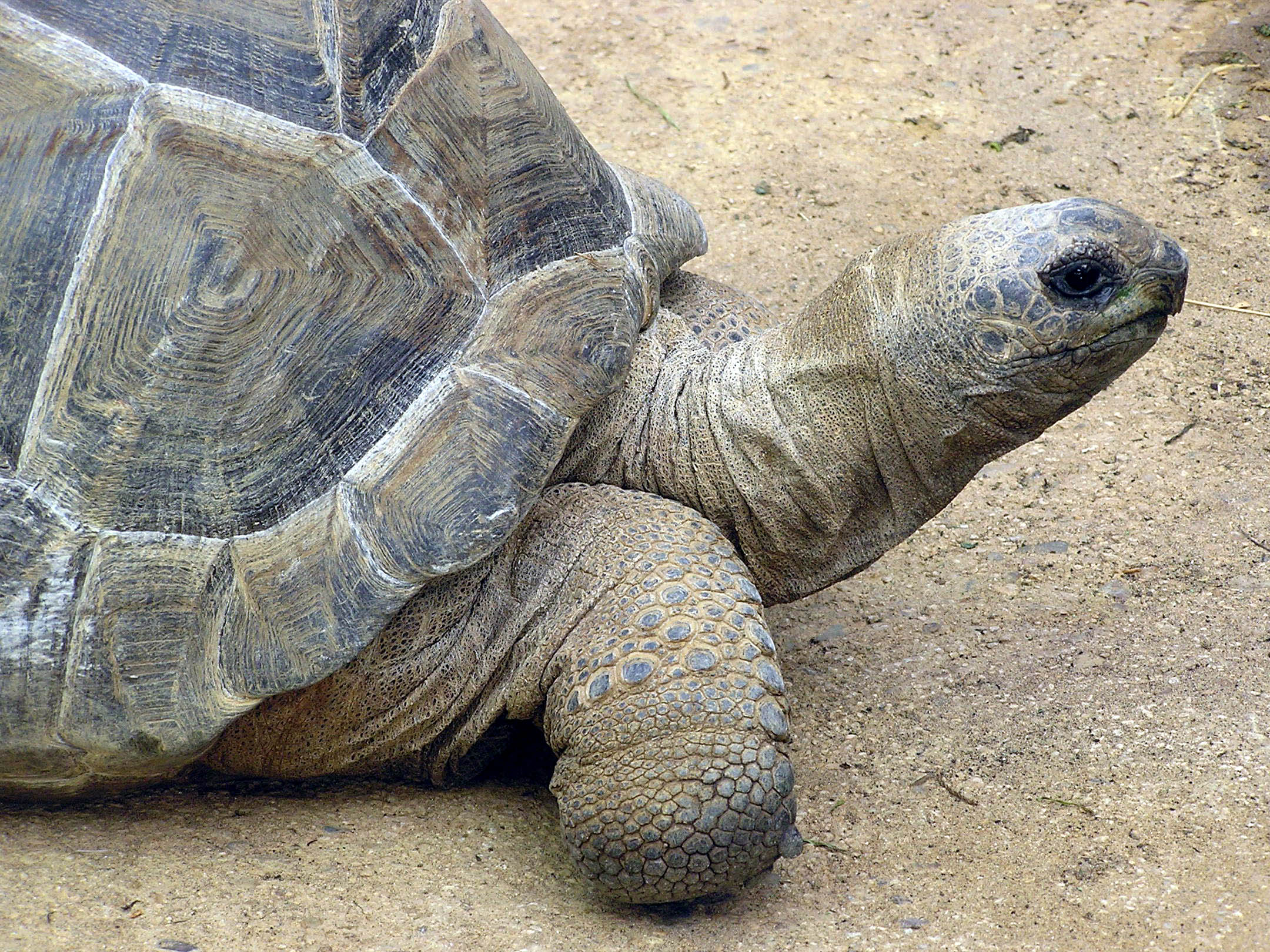
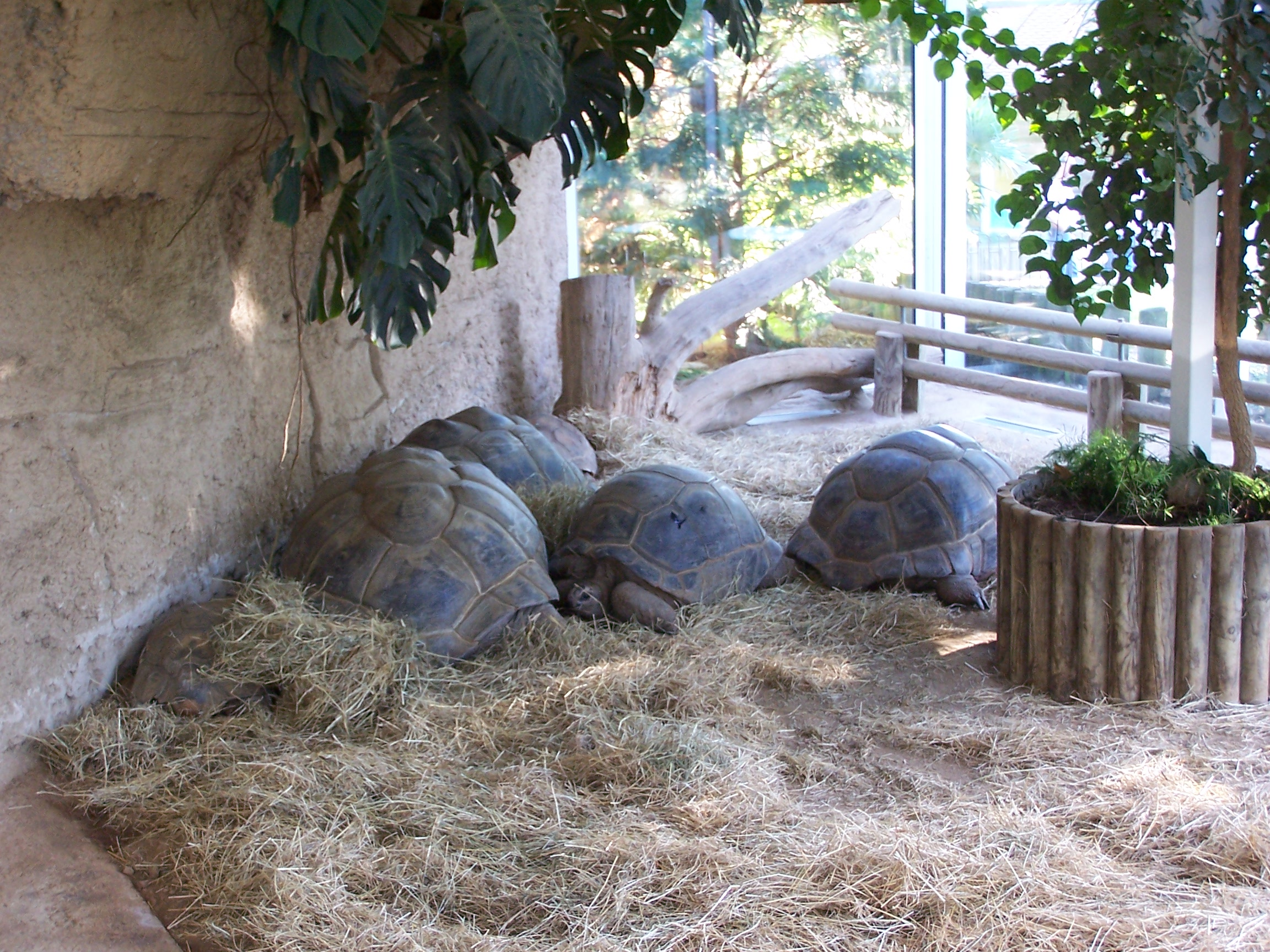
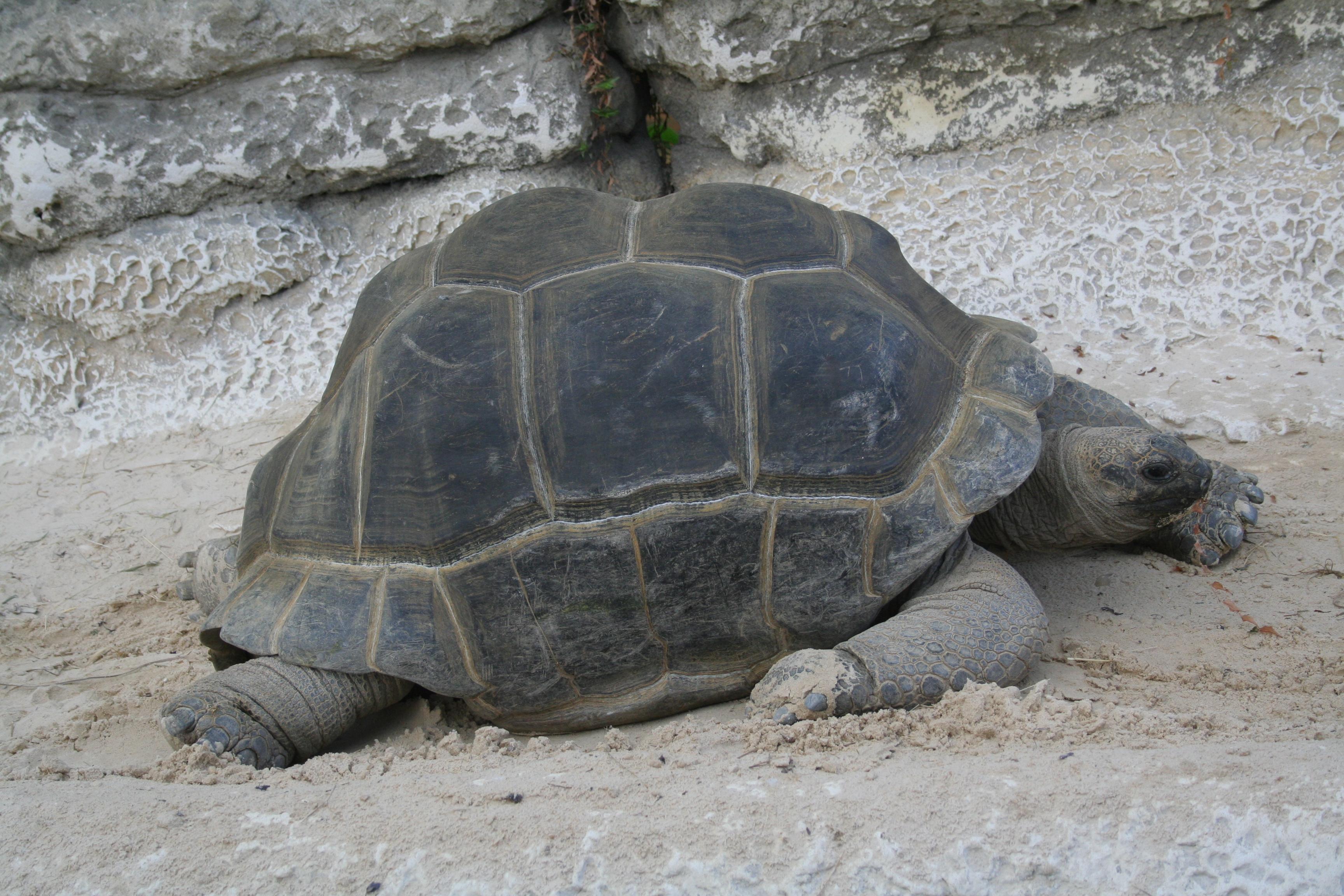
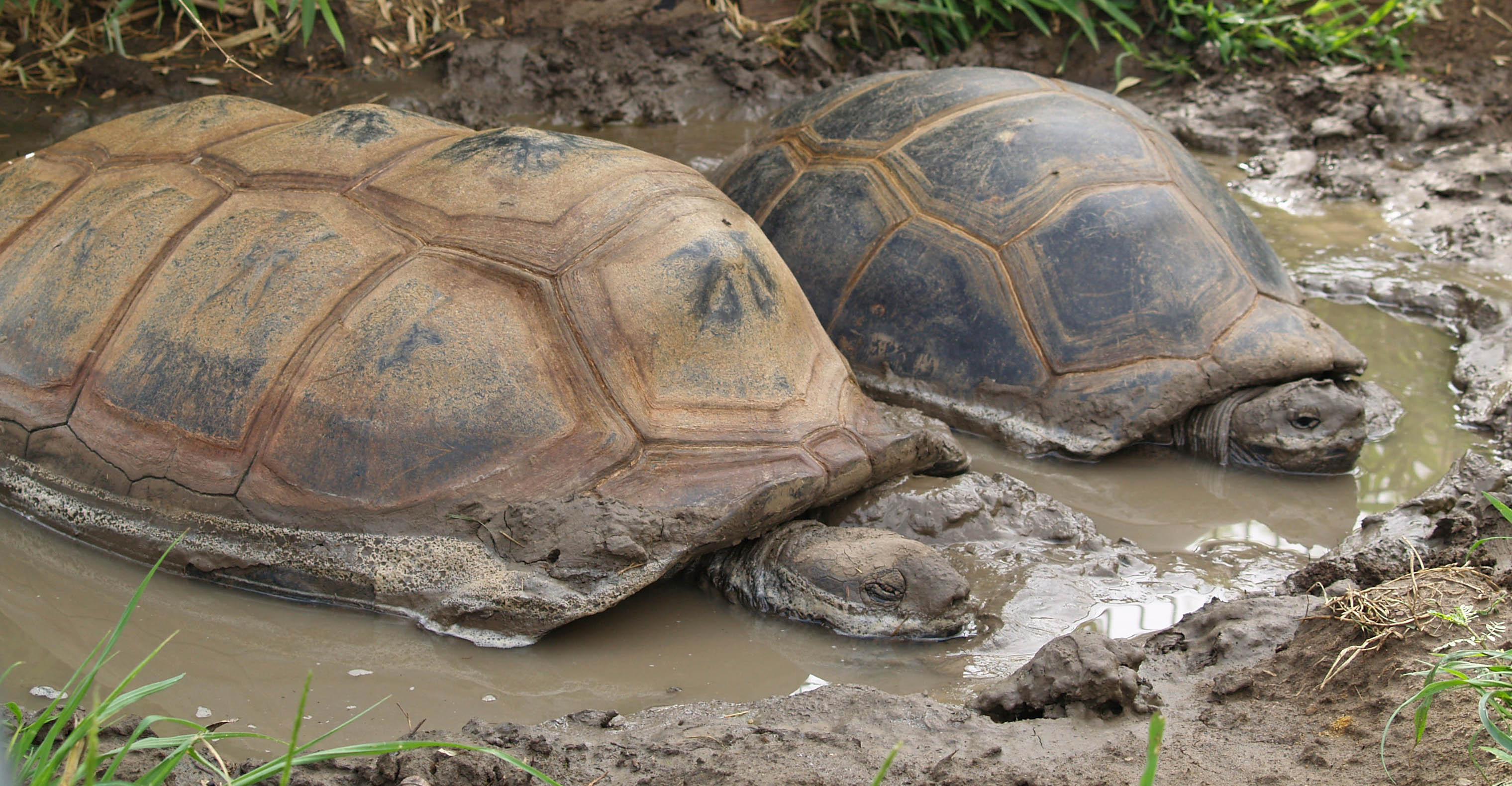
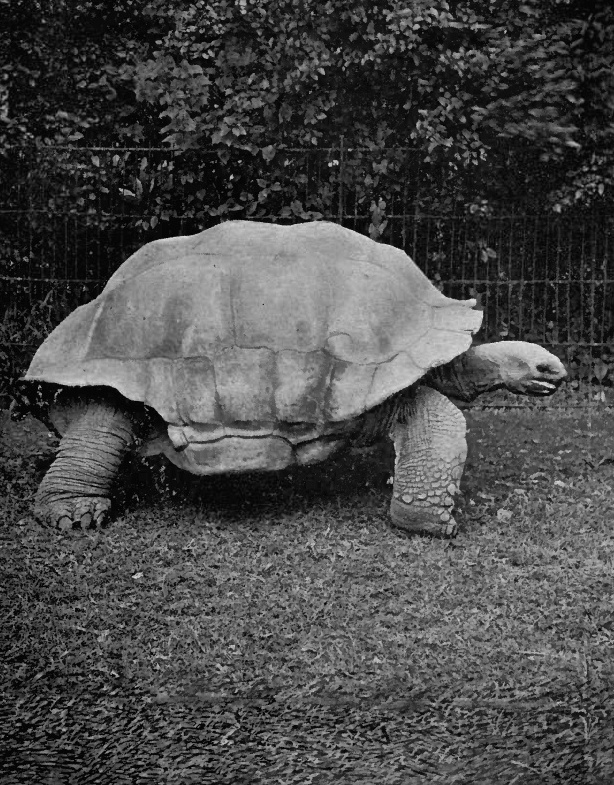
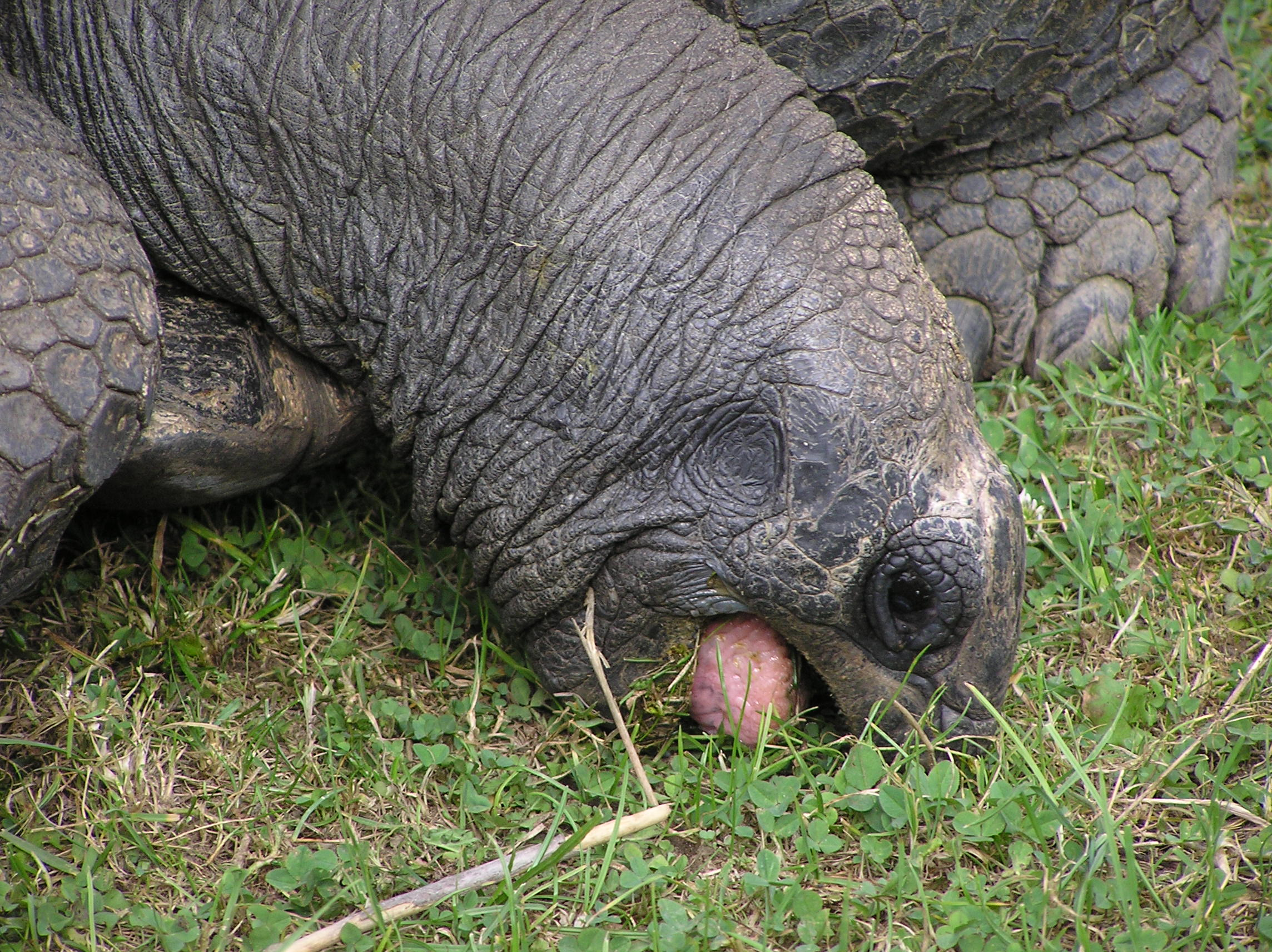
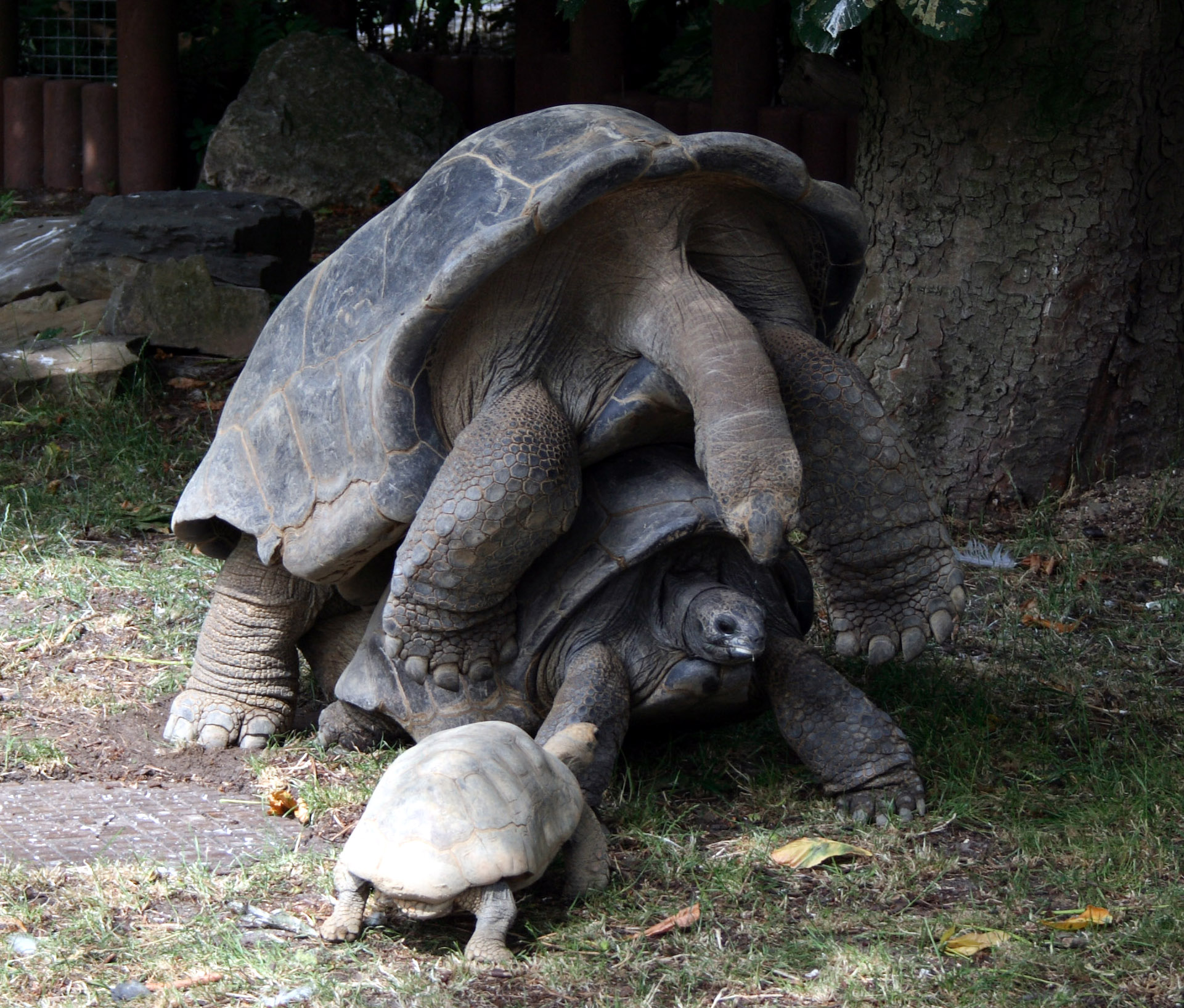
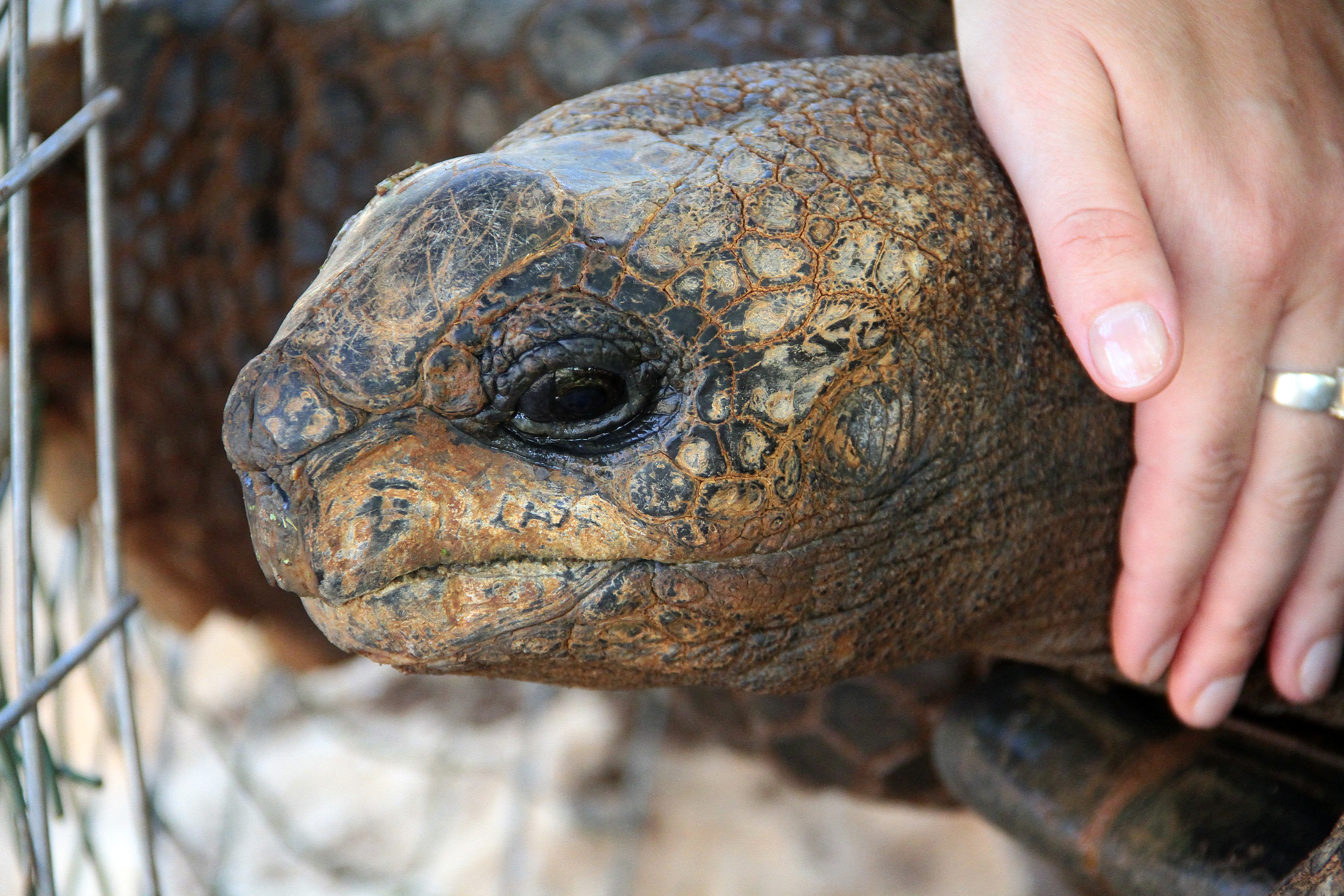
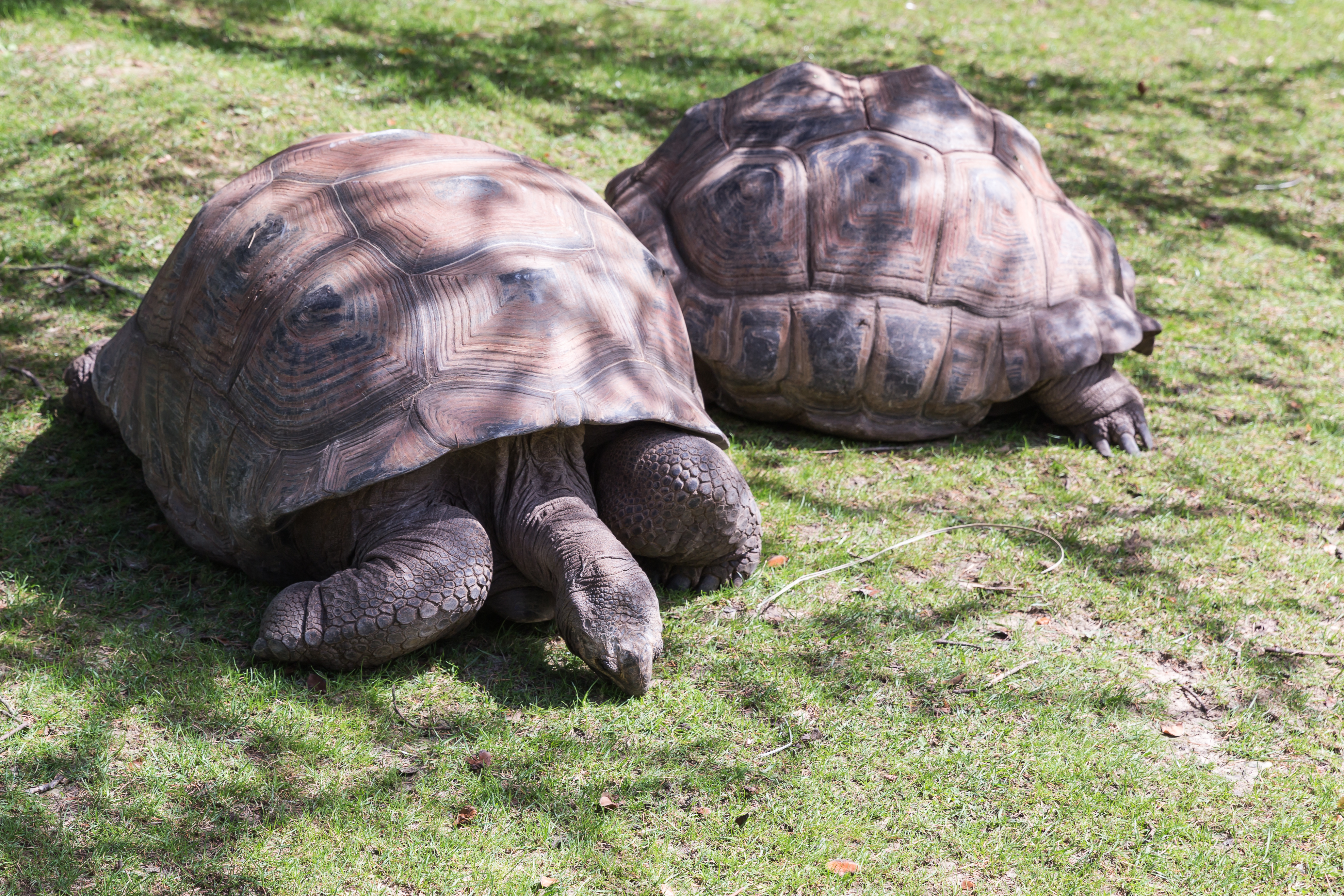